# (32982) 1996 VD38
(32982) 1996 VD38 est un astéroïde de la ceinture principale d'astéroïdes découvert en 1996.

## Description
(32982) 1996 VD38 a été découvert le 2 novembre 1996 à la station de Xinglong, dans la province chinoise d'Hebei (Chine), par le Beijing Schmidt CCD Asteroid Program.

### Caractéristiques orbitales
L'orbite de cet astéroïde est caractérisée par un demi-grand axe de 2,70 ua, un périhélie de 2,59 ua, une excentricité de 0,04 et une inclinaison de 5,68° par rapport à l'écliptique. Du fait de ces caractéristiques, à savoir un demi-grand axe compris entre 2 et 3,2 ua et un périhélie supérieur à 1,666 ua, il est classé, selon la JPL Small-Body Database, comme objet de la ceinture principale d'astéroïdes.

### Caractéristiques physiques
(32982) 1996 VD38 a une magnitude absolue (H) de 15,0 et un albédo estimé à 0,051.